# Yusuf Dikeç
Yusuf Dikeç (* 1. ledna 1973 Göksun) je turecký sportovní střelec. Soutěží v pistolových disciplínách.
Ke střelbě se dostal jako poddůstojník tureckého četnictva a je členem klubu Jandarma Gücü. Vystudoval tělovýchovu na Gazi Üniversitesi.
Na mistrovství Evropy ve sportovní střelbě získal osm zlatých medailí. Vyhrál tři soutěže Světového poháru. Je světovým rekordmanem ve střelbě se středovým zápalem, v níž dosáhl 597 bodů.
Roku 2005 získal titul mistra světa na šampionátu International Military Sports Council. V roce 2013 vyhrál Středomořské hry ve střelbě na 50 metrů. V roce 2014 se stal mistrem světa ve střelbě ze standardní pistole i z pistole se středovým zápalem. V roce 2023 získal stříbrnou medaili na Evropských hrách jako člen družstva ve střelbě ze vzduchové pistole.
Yusuf Dikeç reprezentoval Turecko na pěti olympijských hrách. Největšího úspěchu dosáhl na Letních olympijských hrách 2024, kde spolu s Şevval İlayda Tarhanovou získal stříbro v soutěži smíšených dvojic, což byla historicky první olympijská medaile pro turecké střelce. Ve střelbě mužů ze vzduchové pistole na 10 m obsadil třinácté místo. Na pařížské olympiádě získal mediální pozornost také díky svému ležérnímu vystupování. Jako jediný střelec nastupoval k soutěžím bez speciální vesty, v obyčejných dioptrických brýlích a s lacinými ucpávkami uší místo sluchátek. Při střelbě měl navíc levou ruku v kapse kalhot, což vysvětloval tím, že se tak lépe soustředí. Vysloužil si přezdívku „turecký John Wick“ a jeho póza se stala internetovým memem, zvlášť v konfrontaci s jihokorejskou střelkyní Kim Je-či, která naopak zaujala svým futuristickým vybavením.